# Pirgos (Etrúria)
Pirgos (em latim: Pirgi) foi um antiga cidade portuária etrusca, situada  na frazione (distrito) de Santa Severa, comuna de Santa Marinella, litoral do Lácio, na península Itálica. Também é um rico sítio arqueológico, tendo sido encontradas ruínas de muralhas, templos e outras edificações etruscas. As escavações trouxeram à luz uma série de tabuletas com textos etruscos e fenícios, e um dos primeiros conjuntos escultóricos monumentais em terracota dos etruscos, instalado no frontão do Templo A, tratando do ciclo mitológico Tebano.
Mais tarde a cidade foi ocupada pelos romanos, provendo-os com sua pesca, e suas praias se tornaram um local favorito para recreio dos romanos.